# Dischidia rosea
Dischidia rosea är en oleanderväxtart som beskrevs av Rudolf Schlechter. Dischidia rosea ingår i släktet Dischidia och familjen oleanderväxter. Inga underarter finns listade i Catalogue of Life.